# Wolfgang von Heusinger
Wolfgang von Heusinger (* 16. September 1928 in Berlin) ist ein hessischer Politiker (CDU) und ehemaliger Abgeordneter des Hessischen Landtags.

## Ausbildung und Beruf
Er ist der Sohn der Juristen Adolf von Heusinger (1885–1947). Nach dem Schulbesuch in Berlin und Kassel wurde von Heusinger 1944 als Luftwaffenhelfer eingezogen. Nach Kriegsende besuchte er erneut die Schule und legte 1947 das Abitur am Friedrichsgymnasium in Kassel ab. Von 1947 bis 1952 erfolgte eine landwirtschaftliche Ausbildung, bevor von Heusinger 1952 den elterlichen Hof übernahm. 1956 wurde er Landwirtschaftsmeister. Wolfgang von Heusinger ist verheiratet und hat vier Kinder.

## Politik
Wolfgang von Heusinger war Mitglied der CDU und dort in verschiedenen Vorstandsämtern aktiv. So war er seit 1975 stellvertretender Kreisvorsitzender der CDU im Landkreis Kassel. Kommunalpolitisch war er seit 1964 als Gemeindevertreter in Lohfelden tätig, wo er von 1968 bis 1980 die CDU-Fraktion führte. Von 1964 bis 1975 war er Mitglied im Kreistag. Vom 1. Dezember 1974 bis zum 4. April 1991 war er über fünf Wahlperioden hinweg Mitglied des Hessischen Landtags.

## Sonstige Ämter
Heusinger war seit 1958 Hautausschussmitglied des Kreisbauernverbandes Kassel und seit 1962 Ortsbauernvorsteher des Ortsbauernverbandes Lohfelden. Er war Vorstandsmitglied der landwirtschaftlichen Berufsgenossenschaft und der landwirtschaftlichen Krankenkasse. Auch in der evangelischen Kirche war von Heusinger aktiv. Er war Kirchenvorsteher, Kirchenältester und von 1968 bis 1986 Landessynodaler der Evangelischen Kirche von Kurhessen-Waldeck.

## Ehrungen
- 1991: Verdienstkreuz 1. Klasse der Bundesrepublik Deutschland